# 徐文伯
徐文伯（1937年2月21日—2020年1月25日），湖北黄陂人，生于陕西礼泉，中国文化工作者，原文化部副部长。1999年退休后从事互联网事业，被称为网络部长第一人。

## 生平
1937年2月生于陕西礼泉，是徐海东的长子。1962年9月参加中国人民解放军。1965年5月至1976年2月，在第七机械工业部第二分院政治部工作。文化大革命期间受到冲击。1976年2月起，历任中国革命博物馆临时党委副书记、临时领导小组成员等职务。1984年1月起，历任文化部整党领导小组副组长，干部司司长，党组成员兼文化部管理干部学院院长，中央纪委驻文化部纪检组组长等职务。1990年5月至1999年1月，任文化部副部长。1999年，开始领导中国数字图书馆工程建设。曾任文化部中国数字图书馆工程筹备领导小组组长、中国数字图书馆发展战略研究组组长、中国图书馆学会理事长、网络文明工程组委会副主任兼秘书长等职。2020年1月25日在北京逝世。

## 出版物
- 徐文伯; 饶戈平 (编). . 法律出版社. 2002年. ISBN 9787503637179.
- 徐文伯 (编). . 人民出版社. 2002年. ISBN 9787010036649.